# Thiodina branickii
Thiodina branickii är en spindelart som först beskrevs av Władysław Taczanowski 1871.  Thiodina branickii ingår i släktet Thiodina och familjen hoppspindlar. Inga underarter finns listade i Catalogue of Life.